# Hollandia az 1960. évi nyári olimpiai játékokon
Hollandia az olaszországi Rómában megrendezett 1960. évi nyári olimpiai játékok egyik részt vevő nemzete volt. Az országot az olimpián 13 sportágban 110 sportoló képviselte, akik összesen 3 érmet szereztek.

## Érmesek
| Érem  | Versenyző          | Sportág | Versenyszám        |
| ----- | ------------------ | ------- | ------------------ |
| Ezüst | Marianne Heemskerk | Úszás   | Női 100 m pillangó |
| Bronz | Wieger Mensonides  | Úszás   | Férfi 200 m mell   |
| Bronz | Tineke Lagerberg   | Úszás   | Női 400 m gyors    |

## Atlétika
Férfi
| Versenyző   | Versenyszám | Döntő     | Döntő    |
| Versenyző   | Versenyszám | Idő       | Helyezés |
| ----------- | ----------- | --------- | -------- |
| Frans Künen | Maraton     | 2:31:25,0 | 36.      |

| Versenyző     | Versenyszám   | Selejtező | Selejtező | Döntő    | Döntő    |
| Versenyző     | Versenyszám   | Eredmény  | Helyezés  | Eredmény | Helyezés |
| ------------- | ------------- | --------- | --------- | -------- | -------- |
| Henk Visser   | Távolugrás    | 772 cm    | 3.        | 766 cm   | 7.       |
| Cornelis Koch | Diszkoszvetés | 53,48 m   | 8.        | 49,21 m  | 22.      |

| Versenyző       | Versenyszám | 100 m | 100 m | Távolugrás | Távolugrás | Súlylökés | Súlylökés | Magasugrás | Magasugrás | 400 m | 400 m | 110 m gát | 110 m gát | Diszkoszvetés | Diszkoszvetés | Rúdugrás | Rúdugrás | Gerelyhajítás | Gerelyhajítás | 1500 m | 1500 m | Végeredmény | Végeredmény |
| Versenyző       | Versenyszám | Idő   | Pont  | Eredmény   | Pont       | Eredmény  | Pont      | Eredmény   | Pont       | Idő   | Pont  | Idő       | Pont      | Eredmény      | Pont          | Eredmény | Pont     | Eredmény      | Pont          | Idő    | Pont   | Pont        | Helyezés    |
| --------------- | ----------- | ----- | ----- | ---------- | ---------- | --------- | --------- | ---------- | ---------- | ----- | ----- | --------- | --------- | ------------- | ------------- | -------- | -------- | ------------- | ------------- | ------ | ------ | ----------- | ----------- |
| Evert Kamerbeek | Tízpróba    | 11,3  | 800   | 721 cm     | 856        | 13,76 m   | 746       | 180 cm     | 770        | 51,1  | 765   | 14,9      | 840       | 44,31 m       | 753           | 380 cm   | 645      | 57,49 m       | 677           | 4:43,6 | 384    | 7236        | 5.          |
| Herman Timme    | Tízpróba    | 11,3  | 800   | 693 cm     | 764        | 13,19 m   | 689       | 183 cm     | 806        | 51,2  | 758   | 15,7      | 652       | 39,08 m       | 601           | 330 cm   | 438      | 51,74 m       | 561           | 5:21,4 | 137    | 6206        | 15.         |

Női
| Versenyző          | Versenyszám | Előfutam | Előfutam | Döntő   | Döntő    |
| Versenyző          | Versenyszám | Idő      | Hely.    | Idő     | Helyezés |
| ------------------ | ----------- | -------- | -------- | ------- | -------- |
| Gerda Kraan        | 800 m       | 2:10,6   | 6.       | kiesett | kiesett  |
| Ine ter Laak-Spijk | 800 m       | 2:10,2   | 5.       | kiesett | kiesett  |

| Versenyző      | Versenyszám | Selejtező | Selejtező | Döntő    | Döntő    |
| Versenyző      | Versenyszám | Eredmény  | Helyezés  | Eredmény | Helyezés |
| -------------- | ----------- | --------- | --------- | -------- | -------- |
| Diny Hobers    | Magasugrás  | 160 cm    | =16.      | kiesett  | kiesett  |
| Nel Zwier      | Magasugrás  | 165 cm    | =14.      | 165 cm   | =9.      |
| Joke Bijleveld | Távolugrás  | 590 cm    | 13.       | 611 cm   | 7.       |

## Birkózás
Kötöttfogású
| Versenyző   | Versenyszám | 1. forduló                       | 1. forduló | 1. forduló | 2. forduló                         | 2. forduló | 2. forduló | 3. forduló                             | 3. forduló | 3. forduló | 4. forduló        | 4. forduló | 4. forduló | 5. forduló        | 5. forduló | 5. forduló | 6. forduló        | 6. forduló | 6. forduló | Döntő             | Döntő   | Döntő   | Helyezés |
| Versenyző   | Versenyszám | Ellenfél Eredmény                | Pont       | Hely.      | Ellenfél Eredmény                  | Pont       | Hely.      | Ellenfél Eredmény                      | Pont       | Hely.      | Ellenfél Eredmény | Pont       | Hely.      | Ellenfél Eredmény | Pont       | Hely.      | Ellenfél Eredmény | Pont       | Hely.      | Ellenfél Eredmény | Pont    | Hely.   | Helyezés |
| ----------- | ----------- | -------------------------------- | ---------- | ---------- | ---------------------------------- | ---------- | ---------- | -------------------------------------- | ---------- | ---------- | ----------------- | ---------- | ---------- | ----------------- | ---------- | ---------- | ----------------- | ---------- | ---------- | ----------------- | ------- | ------- | -------- |
| Loek Alflen | 57 kg       | Hódos Imre (HUN) · kétvállas     | 4          | =24.       | Michel Ben Akoun (MAR) · kétvállas | 4          | =13.       | Ion Cernea (ROU) · 3-1                 | 7          | =13.       | kiesett           | kiesett    | kiesett    | kiesett           | kiesett    | kiesett    |                   |            |            | kiesett           | kiesett | kiesett | 13.      |
| Leo Piek    | 67 kg       | Bartl Brötzner (AUT) · 3-1       | 3          | =13.       | Nick Stamulus (AUS) · 1-3          | 4          | =14.       | Branislav Martinović (YUG) · kétvállas | 8          | 17.        | kiesett           | kiesett    | kiesett    | kiesett           | kiesett    | kiesett    |                   |            |            | kiesett           | kiesett | kiesett | 16.      |
| Ab Rosbag   | 73 kg       | Bertil Nyström (SWE) · kétvállas | 4          | =25.       | visszalépett                       | 4          | 27.        | kiesett                                | kiesett    | kiesett    | kiesett           | kiesett    | kiesett    | kiesett           | kiesett    | kiesett    | kiesett           | kiesett    | kiesett    | kiesett           | kiesett | kiesett | 27.      |

## Evezés
| Versenyző                                                                             | Versenyszám              | Előfutam | Előfutam | Vigaszág | Vigaszág | Elődöntő | Elődöntő | Döntő   | Döntő   | Helyezés    |
| Versenyző                                                                             | Versenyszám              | Idő      | Hely.    | Idő      | Hely.    | Idő      | Hely.    | Idő     | Hely.   | Helyezés    |
| ------------------------------------------------------------------------------------- | ------------------------ | -------- | -------- | -------- | -------- | -------- | -------- | ------- | ------- | ----------- |
| Lex Redelé                                                                            | Egypárevezős             | 7:32,24  | 2.       | 7:32,93  | 2.       |          |          | kiesett | kiesett | helyezetlen |
| Peter Bakker Jacobus Rentmeester                                                      | Kétpárevezős             | 6:48,22  | 2.       | 6:51,61  | 1.       |          |          | 6:53,86 | 5.      | 5.          |
| Steven Blaisse Ernst Veenemans                                                        | Kormányos nélküli kettes | 7:26,52  | 4.       | 7:21,70  | 3.       | kiesett  | kiesett  | kiesett | kiesett | helyezetlen |
| Maarten van Dis Arnold Wientjes Jan Just Bos (kormányos)                              | Kormányos kettes         | 7:48,01  | 2.       | 7:42,15  | 3.       |          |          | kiesett | kiesett | helyezetlen |
| Toon de Ruiter Frank Moerman Ype Stelma Henk Wamsteker Marius Klumperbeek (kormányos) | Kormányos négyes         | 6:50,48  | 3.       | 6:41,43  | 2.       | 7:12,02  | 6.       | kiesett | kiesett | helyezetlen |

## Gyeplabda
| Holland férfi gyeplabdacsapat-játékoskeret | Holland férfi gyeplabdacsapat-játékoskeret |
| --- | --- |
| - Wim de Beer - Egbert de Graeff - Gerrit de Ruiter - Carel Dekker - Frans Fiolet - Freddie Hooghiemstra - Jaap Leemhuis - Gerard Overdijkink | - Theo Terlingen - Patrick Buteux van der Kamp - Thom van Dijck - Jan Willem van Erven Dorens - Jan van Gooswilligen - Theo van Vroonhoven - Hans Wagener - Eddie Zwier |

### Eredmények
| Színmagyarázat                                                                                           |
| --- |
| A csoportok első két helyezettje bejutott a negyeddöntőbe.                                               |
| A csoportok harmadik helyezettjei a 9–12. helyért, a negyedik helyezettjei a 13–16. helyért játszhattak. |

Csoportkör
A csoport
| Csapat          | M | Gy | D | V | G+ | G– | Gk  | P |
| --------------- | - | -- | - | - | -- | -- | --- | - |
| India (IND)     | 3 | 3  | 0 | 0 | 17 | 1  | +16 | 6 |
| Új-Zéland (NZL) | 3 | 1  | 1 | 1 | 5  | 5  | 0   | 3 |
| Hollandia (NED) | 3 | 1  | 1 | 1 | 6  | 7  | –1  | 3 |
| Dánia (DEN)     | 3 | 0  | 0 | 3 | 3  | 18 | –15 | 0 |

| 1960. augusztus 27. 16:30 | Hollandia (NED)          | 1 – 1   | Új-Zéland (NZL) | Stadio dei Marmi Játékvezetők: Franck (BEL), Massart (BEL) |
| 1960. augusztus 27. 16:30 | Jan van Erven Dorens 23' | (1 – 1) | Hobson 25'      | Stadio dei Marmi Játékvezetők: Franck (BEL), Massart (BEL) |

| 1960. augusztus 30. 16:30 | India (IND)                                   | 4 – 1   | Hollandia (NED)        | Stadio dei Marmi Játékvezetők: de Bourguignon (BEL), Asselman (BEL) |
| 1960. augusztus 30. 16:30 | Ja. Singh 26' · Bhola 63' · P. Singh 66', 69' | (1 – 1) | Theo van Vroonhoven 9' | Stadio dei Marmi Játékvezetők: de Bourguignon (BEL), Asselman (BEL) |

| 1960. szeptember 3. 10:00 | Hollandia (NED)                                             | 4 – 2   | Dánia (DEN)                          | Olympic Velodrome Játékvezetők: Harasta (AUT), Bernet (SUI) |
| 1960. szeptember 3. 10:00 | Jan van Erven Dorens 37', 49', 64' · P. Nielsen 70' (öngól) | (0 – 1) | Guldbrandsen 30' · Kristoffersen 68' | Olympic Velodrome Játékvezetők: Harasta (AUT), Bernet (SUI) |

Rájátszás a második helyért
| 1960. szeptember 4. 15:30 | Új-Zéland (NZL)  | 2 – 1   | Hollandia (NED) | Campo Tre Fontane Játékvezetők: Schinner (GER), Lichtenfeld (GER) |
| 1960. szeptember 4. 15:30 | Bygrave 31', 58' | (1 – 1) | Wim de Beer 14' | Campo Tre Fontane Játékvezetők: Schinner (GER), Lichtenfeld (GER) |

A 9–12. helyért
| 1960. szeptember 8. 10:30 | Hollandia (NED)                          | 2 – 0   | Franciaország (FRA) | Campo Tre Fontane Játékvezetők: Lichtenfeld (GER), Whitelaw (GBR) |
| 1960. szeptember 8. 10:30 | Wim de Beer 3' · Theo van Vroonhoven 25' | (2 – 0) |                     | Campo Tre Fontane Játékvezetők: Lichtenfeld (GER), Whitelaw (GBR) |

| 1960. szeptember 10. 10:00 | Hollandia (NED)     | 2 – 1   | Belgium (BEL) | Olympic Velodrome Játékvezetők: Burgess (GBR), MacIldowie (RSA) |
| 1960. szeptember 10. 10:00 | Wim de Beer 51' 62' | (0 – 0) | A. Muschs 66' | Olympic Velodrome Játékvezetők: Burgess (GBR), MacIldowie (RSA) |

| Csapat              | M | Gy | D | V | G+ | G– | Gk | P |
| ------------------- | - | -- | - | - | -- | -- | -- | - |
| Hollandia (NED)     | 2 | 2  | 0 | 0 | 4  | 1  | +3 | 4 |
| Franciaország (FRA) | 2 | 1  | 0 | 1 | 1  | 2  | –1 | 2 |
| Belgium (BEL)       | 2 | 0  | 0 | 2 | 1  | 3  | –2 | 0 |

| Csapat          | Helyezés |
| --------------- | -------- |
| Hollandia (NED) | 9.       |

## Kajak-kenu
Férfi
| Versenyző                                          | Versenyszám           | Előfutam | Előfutam | Vigaszág | Vigaszág | Elődöntő | Elődöntő | Döntő   | Döntő    |
| Versenyző                                          | Versenyszám           | Idő      | Hely.    | Idő      | Hely.    | Idő      | Hely.    | Idő     | Helyezés |
| -------------------------------------------------- | --------------------- | -------- | -------- | -------- | -------- | -------- | -------- | ------- | -------- |
| Chick Weijzen                                      | Kajak egyes 1000 m    | 4:06,77  | 2.       | erőnyerő | erőnyerő | 4:07,30  | 4.       | kiesett | kiesett  |
| Ruud Knuppe Toon Geurts                            | Kajak kettes 1000 m   | 3:43,98  | 1.       | erőnyerő | erőnyerő | 3:48,58  | 3.       | 3:41,01 | 7.       |
| Ruud Knuppe Cees Lagrand Toon Geurts Chick Weijzen | Kajak váltó 4 × 500 m | 8:04,02  | 1.       | erőnyerő | erőnyerő | 7:58,44  | 3.       | kiesett | kiesett  |

## Kerékpározás

### Országúti kerékpározás
| Versenyző                                        | Versenyszám     | Idő             | Helyezés      |
| ------------------------------------------------ | --------------- | --------------- | ------------- |
| Jan Hugens                                       | Mezőnyverseny   | 4:20:57 (+0:20) | 38.           |
| Jan Janssen                                      | Mezőnyverseny   | 4:26:05 (+5:28) | 58.           |
| Lex van Kreuningen                               | Mezőnyverseny   | nem ért célba   | nem ért célba |
| René Lotz                                        | Mezőnyverseny   | nem ért célba   | nem ért célba |
| Jan Hugens Lex van Kreuningen René Lotz Ab Sluis | Csapat időfutam | 2:19:15,71      | 4.            |

### Pálya-kerékpározás
Sprintverseny
| Versenyző         | Versenyszám  | 1. forduló                                       | 1. forduló | Vigaszág selejtező              | Vigaszág selejtező | Vigaszág döntő                                     | Vigaszág döntő | Nyolcaddöntő                                       | Nyolcaddöntő | Vigaszág selejtező                               | Vigaszág selejtező | Vigaszág döntő       | Vigaszág döntő | Negyeddöntő          | Elődöntő             | Döntő                | Helyezés    |
| Versenyző         | Versenyszám  | Ellenfelek Győztes idő                           | Hely.      | Ellenfél Győztes idő            | Hely.              | Ellenfelek Győztes idő                             | Hely.          | Ellenfelek Győztes idő                             | Hely.        | Ellenfelek Győztes idő                           | Hely.              | Ellenfél Győztes idő | Hely.          | Ellenfél Győztes idő | Ellenfél Győztes idő | Ellenfél Győztes idő | Helyezés    |
| ----------------- | ------------ | ------------------------------------------------ | ---------- | ------------------------------- | ------------------ | -------------------------------------------------- | -------------- | -------------------------------------------------- | ------------ | ------------------------------------------------ | ------------------ | -------------------- | -------------- | -------------------- | -------------------- | -------------------- | ----------- |
| Arie de Graaf     | Férfi egyéni | Antoine Pellegrina (FRA) · 12,4                  | 2.         | Jackie Simes (USA) · 11,6       | 1.                 | Gilbert De Rieck (BEL) · Cenobio Ruiz (MEX) · 11,8 | 1.             | Leo Sterckx (BEL) · Mario Vanegas (COL) · 11,3     | 2.           | Mario Vanegas (COL) · André Gruchet (FRA) · 11,8 | 3.                 | kiesett              | kiesett        | kiesett              | kiesett              | kiesett              | helyezetlen |
| Piet van der Touw | Férfi egyéni | Lloyd Binch (GBR) · Imants Bodnieks (URS) · 12,0 | 3.         | Francisco Tortellá (ESP) · 12,1 | 1.                 | Clyde Rimple (BWI) · Herbert Francis (USA) · 11,9  | 1.             | August Rieke (EUA) · Borisz Vasziljev (URS) · 11,7 | 2.           | Ron Baensch (AUS) · Imants Bodnieks (URS) · 12,1 | 2.                 | kiesett              | kiesett        | kiesett              | kiesett              | kiesett              | helyezetlen |

Időfutam
| Versenyző         | Versenyszám  | Idő     | Helyezés |
| ----------------- | ------------ | ------- | -------- |
| Piet van der Touw | Férfi egyéni | 1:09,20 | 4.       |

Tandem
| Versenyző                 | Versenyszám     | 1. forduló                                                     | Vigaszág selejtező                              | Vigaszág döntő                                      | Negyeddöntő                                                            | Elődöntő                                                               | Döntő                                                                                  | Helyezés |
| Versenyző                 | Versenyszám     | Ellenfél Győztes idő                                           | Ellenfél Győztes idő                            | Ellenfél Győztes idő                                | Ellenfél Győztes idő                                                   | Ellenfél Győztes idő                                                   | Ellenfél Győztes idő                                                                   | Helyezés |
| ------------------------- | --------------- | -------------------------------------------------------------- | ----------------------------------------------- | --------------------------------------------------- | ---------------------------------------------------------------------- | ---------------------------------------------------------------------- | -------------------------------------------------------------------------------------- | -------- |
| Rinus Paul Mees Gerritsen | Férfi kétüléses | Szovjetunió (URS) · Borisz Vasziljev · Vlagyimir Leonov · 11,2 | Svájc (SUI) · Peter Vogel · Peter Hirzel · 11,5 | Ausztrália (AUS) · Joey Browne · Geoff Smith · 11,0 | Franciaország (FRA) · Roland Surrugue · Michel Scob · 11,9, 10,6, 10,9 | Olaszország (ITA) · Giuseppe Beghetto · Sergio Bianchetto · 10,5, 10,8 | Bronzmérkőzés · Szovjetunió (URS) · Borisz Vasziljev · Vlagyimir Leonov · visszaléptek | 4.       |

Üldözőverseny
| Versenyző                                                 | Versenyszám  | Selejtező                                                                                      | Selejtező | Selejtező | Negyeddöntő                                                                                               | Negyeddöntő | Negyeddöntő | Elődöntő     | Elődöntő  | Elődöntő | Döntő        | Döntő     | Helyezés |
| Versenyző                                                 | Versenyszám  | Ellenfél Idő                                                                                   | Saját idő | Hely.     | Ellenfél Idő                                                                                              | Saját idő   | Hely.       | Ellenfél Idő | Saját idő | Hely.    | Ellenfél Idő | Saját idő | Helyezés |
| --------------------------------------------------------- | ------------ | ---------------------------------------------------------------------------------------------- | --------- | --------- | --- | ----------- | ----------- | ------------ | --------- | -------- | ------------ | --------- | -------- |
| Jaap Oudkerk Henk Nijdam Theo Nikkessen Piet van der Lans | Férfi csapat | Dél-afrikai Unió (RSA) · Syd Byrnes · Robert Fowler · Charles Jonker · Rowan Peacock · 4:50,26 | 4:40,64   | 1.        | Szovjetunió (URS) · Arnold Belgardt · Leonyid Kolumbet · Sztanyiszlav Moszkvin · Viktor Romanov · 4:29,97 | 4:29,98     | 2.          | kiesett      | kiesett   | kiesett  | kiesett      | kiesett   | 5.       |

## Műugrás
Női
| Versenyző       | Versenyszám    | Selejtező | Selejtező | Elődöntő | Elődöntő | Elődöntő | Döntő   | Döntő   | Döntő    |
| Versenyző       | Versenyszám    | Pont      | Helyezés  | Pont     | Össz.    | Helyezés | Pont    | Össz.   | Helyezés |
| --------------- | -------------- | --------- | --------- | -------- | -------- | -------- | ------- | ------- | -------- |
| Dorothea du Pon | Egyéni műugrás | 51,20     | 6.        | 37,61    | 88,81    | 6.       | 34,54   | 123,35  | 8.       |
| Greta Lugthart  | Egyéni műugrás | 46,03     | 15.       | 34,36    | 80,39    | 15.      | kiesett | kiesett | kiesett  |

## Ökölvívás
| Versenyző          | Versenyszám   | Selejtező         | 32-es főtábla                    | Nyolcaddöntő              | Negyeddöntő       | Elődöntő          | Döntő             | Helyezés |
| Versenyző          | Versenyszám   | Ellenfél Eredmény | Ellenfél Eredmény                | Ellenfél Eredmény         | Ellenfél Eredmény | Ellenfél Eredmény | Ellenfél Eredmény | Helyezés |
| ------------------ | ------------- | ----------------- | -------------------------------- | ------------------------- | ----------------- | ----------------- | ----------------- | -------- |
| Johannes de Rooij  | Harmatsúly    | erőnyerő          | Yuan Sze-Ho (ROC) · visszalépett | Brunon Bendig (POL) · 0-5 | kiesett           | kiesett           | kiesett           | 9.       |
| Willem Gerlach     | Könnyűsúly    | erőnyerő          | Vilikton Barannyikov (URS) · 0-5 | kiesett                   | kiesett           | kiesett           | kiesett           | 17.      |
| Bas van Duivenbode | Nagyváltósúly |                   | Cesáreo Barrera (ESP) · 3-2      | William Fisher (GBR) · KO | kiesett           | kiesett           | kiesett           | 9.       |

## Torna
Női
| Versenyző                                                                    | Versenyszám      | Selejtező | Selejtező | Döntő    | Döntő    |
| Versenyző                                                                    | Versenyszám      | Pontszám  | Helyezés  | Pontszám | Helyezés |
| ---------------------------------------------------------------------------- | ---------------- | --------- | --------- | -------- | -------- |
| Nel Fritz                                                                    | Talaj            | 16,932    | 93.       | kiesett  | kiesett  |
| Nel Fritz                                                                    | Ugrás            | 16,066    | =94.      | kiesett  | kiesett  |
| Nel Fritz                                                                    | Felemás korlát   | 17,366    | =78.      | kiesett  | kiesett  |
| Nel Fritz                                                                    | Gerenda          | 17,033    | =68.      | kiesett  | kiesett  |
| Nel Fritz                                                                    | Egyéni összetett |           |           | 67,397   | 85.      |
| Bep Ipenburg                                                                 | Talaj            | 17,033    | 91.       | kiesett  | kiesett  |
| Bep Ipenburg                                                                 | Ugrás            | 16,933    | 76.       | kiesett  | kiesett  |
| Bep Ipenburg                                                                 | Felemás korlát   | 18,233    | 46.       | kiesett  | kiesett  |
| Bep Ipenburg                                                                 | Gerenda          | 16,899    | 78.       | kiesett  | kiesett  |
| Bep Ipenburg                                                                 | Egyéni összetett |           |           | 69,098   | 75.      |
| Lineke Majolee                                                               | Talaj            | 16,766    | =95.      | kiesett  | kiesett  |
| Lineke Majolee                                                               | Ugrás            | 16,899    | =77.      | kiesett  | kiesett  |
| Lineke Majolee                                                               | Felemás korlát   | 17,800    | =66.      | kiesett  | kiesett  |
| Lineke Majolee                                                               | Gerenda          | 16,966    | 76.       | kiesett  | kiesett  |
| Lineke Majolee                                                               | Egyéni összetett |           |           | 68,431   | 79.      |
| Ria Meyburg                                                                  | Talaj            | 16,766    | =95.      | kiesett  | kiesett  |
| Ria Meyburg                                                                  | Ugrás            | 17,132    | 71.       | kiesett  | kiesett  |
| Ria Meyburg                                                                  | Felemás korlát   | 14,866    | 105.      | kiesett  | kiesett  |
| Ria Meyburg                                                                  | Gerenda          | 17,033    | =68.      | kiesett  | kiesett  |
| Ria Meyburg                                                                  | Egyéni összetett |           |           | 65,797   | 95.      |
| Nel Wambach                                                                  | Talaj            | 16,766    | =95.      | kiesett  | kiesett  |
| Nel Wambach                                                                  | Ugrás            | 16,100    | 93.       | kiesett  | kiesett  |
| Nel Wambach                                                                  | Felemás korlát   | 17,499    | 75.       | kiesett  | kiesett  |
| Nel Wambach                                                                  | Gerenda          | 16,800    | 80.       | kiesett  | kiesett  |
| Nel Wambach                                                                  | Egyéni összetett |           |           | 67,165   | =86.     |
| Ria van Velsen                                                               | Talaj            | 8,066     | 123.      | kiesett  | kiesett  |
| Ria van Velsen                                                               | Ugrás            | 8,633     | 121.      | kiesett  | kiesett  |
| Ria van Velsen                                                               | Felemás korlát   | 17,033    | =88.      | kiesett  | kiesett  |
| Ria van Velsen                                                               | Gerenda          | 7,666     | 124.      | kiesett  | kiesett  |
| Ria van Velsen                                                               | Egyéni összetett |           |           | 41,398   | 122.     |
| Nel Fritz Bep Ipenburg Lineke Majolee Ria Meyburg Nel Wambach Ria van Velsen | Csapat összetett |           |           | 341,688  | 14.      |

## Úszás
Férfi
| Versenyző                                               | Versenyszám            | Előfutam | Előfutam | Előfutam | Elődöntő | Elődöntő | Elődöntő | Döntő   | Döntő    |
| Versenyző                                               | Versenyszám            | Idő      | Hely.    | Össz.    | Idő      | Hely.    | Össz.    | Idő     | Helyezés |
| ------------------------------------------------------- | ---------------------- | -------- | -------- | -------- | -------- | -------- | -------- | ------- | -------- |
| Jan Bouwman                                             | 100 m gyors            | 58,8     | 4.       | 29.      | kiesett  | kiesett  | kiesett  | kiesett | kiesett  |
| Ron Kroon                                               | 100 m gyors            | 57,7     | 5.       | 18.      | 57,9     | 7.       | 17.      | kiesett | kiesett  |
| Jan Jiskoot                                             | 100 m hát              | 1:05,9   | 4.       | 20.**    | kiesett  | kiesett  | kiesett  | kiesett | kiesett  |
| Wieger Mensonides                                       | 200 m mell             | 2:39,0   | 1.       | 2.       | 2:39,3   | 2.       | 5.       | 2:39,7  |          |
| Gerrit Korteweg                                         | 200 m pillangó         | 2:26,4   | 6.       | 20.      | kiesett  | kiesett  | kiesett  | kiesett | kiesett  |
| Bert Sitters                                            | 200 m pillangó         | 2:36,6   | 7.       | 29.      | kiesett  | kiesett  | kiesett  | kiesett | kiesett  |
| Jan Jiskoot Wieger Mensonides Gerrit Korteweg Ron Kroon | 4 × 100 m vegyes váltó | 4:16,1   | 3.       | 6.       |          |          |          | 4:18,2  | 8.       |

Női
| Versenyző                                                                      | Versenyszám            | Előfutam | Előfutam | Előfutam | Elődöntő | Elődöntő | Elődöntő | Döntő   | Döntő    |
| Versenyző                                                                      | Versenyszám            | Idő      | Hely.    | Össz.    | Idő      | Hely.    | Össz.    | Idő     | Helyezés |
| ------------------------------------------------------------------------------ | ---------------------- | -------- | -------- | -------- | -------- | -------- | -------- | ------- | -------- |
| Erica Terpstra                                                                 | 100 m gyors            | 1:04,4   | 2.       | 7.*      | 1:03,7   | 2.       | 5.       | 1:04,3  | 6.       |
| Cocky Gastelaars                                                               | 100 m gyors            | 1:03,9   | 2.       | 4.       | 1:03,9   | 3.       | 6.       | 1:04,7  | 7.       |
| Tineke Lagerberg                                                               | 400 m gyors            | 4:57,0   | 2.       | 4.       |          |          |          | 4:56,9  |          |
| Corrie Schimmel                                                                | 400 m gyors            | 5:00,1   | 2.       | 8.       |          |          |          | 5:02,3  | 7.       |
| Rini Dobber                                                                    | 100 m hát              | 1:14,2   | 5.       | 17.      |          |          |          | kiesett | kiesett  |
| Ria van Velsen                                                                 | 100 m hát              | 1:11,1   | 1.       | 2.       |          |          |          | 1:12,1  | 7.       |
| Ada den Haan                                                                   | 200 m mell             | 2:54,0   | 1.       | 3.       |          |          |          | 2:54,4  | 4.       |
| Gretta Kok                                                                     | 200 m mell             | 2:55,2   | 2.       | 5.       |          |          |          | 2:54,6  | 5.       |
| Marianne Heemskerk                                                             | 100 m pillangó         | 1:11,0   | 1.       | 3.       |          |          |          | 1:10,4  |          |
| Aartje Voorbij                                                                 | 100 m pillangó         | 1:12,4   | 2.       | 6.       |          |          |          | 1:13,3  | 5.       |
| Hennie van der Velde Jopie Troost Sieta Posthumus Cocky Gastelaars             | 4 × 100 m gyorsváltó   | kizárták | kizárták | kizárták |          |          |          | kiesett | kiesett  |
| Ria van Velsen Ada den Haan Marianne Heemskerk Erica Terpstra Tineke Lagerberg | 4 × 100 m vegyes váltó | 4:47,4   | 1.       | 1.       |          |          |          | 4:47,6  | 4.       |

* - egy másik versenyzővel azonos időt ért el

** - két másik versenyzővel azonos időt ért el

## Vitorlázás
Nyílt
| Versenyző                                            | Versenyszám     | Futam | Futam | Futam | Futam | Futam | Futam | Futam | Pontszám | Helyezés |
| Versenyző                                            | Versenyszám     | 1     | 2     | 3     | 4     | 5     | 6     | 7     | Pontszám | Helyezés |
| ---------------------------------------------------- | --------------- | ----- | ----- | ----- | ----- | ----- | ----- | ----- | -------- | -------- |
| Hans Sleeswijk                                       | Finn dingi      | 531   | 344   | 265   | (140) | 344   | 366   | 415   | 2265     | 24.      |
| Gerard Lautenschutz Gijsbertus Verhagen Jaap Helder* | Repülő hollandi | 990   | (388) | 893   | 1115  | 814   | 747   | 893   | 5452     | 5.       |
| Biem Dudok van Heel Jacq van den Berg Wim van Duyl   | Sárkányhajó     | 578   | 578   | 930   | 453   | 532   | 491   | (101) | 3562     | 13.      |

* - Gerard Lautenschutz cseréje a 6-7. futamban

## Vívás
Férfi
| Versenyző   | Versenyszám       | Csoportkör | Csoportkör        | Csoportkör        | Csoportkör | Csoportkör        | Csoportkör  | Csoportkör        | Csoportkör | Csoportkör        | Csoportkör | Helyezés    |
| Versenyző   | Versenyszám       | 1. kör | 1. kör            | 2. kör            | 2. kör     | Negyeddöntő       | Negyeddöntő | Elődöntő          | Elődöntő   | Döntő             | Döntő      | Helyezés    |
| Versenyző   | Versenyszám       | Ellenfél Eredmény | Hely.             | Ellenfél Eredmény | Hely.      | Ellenfél Eredmény | Hely.       | Ellenfél Eredmény | Hely.      | Ellenfél Eredmény | Hely.      | Helyezés    |
| ----------- | ----------------- | --- | ----------------- | ----------------- | ---------- | ----------------- | ----------- | ----------------- | ---------- | ----------------- | ---------- | ----------- |
| Max Dwinger | Párbajtőr, egyéni | 8. csoport · Georg Neuber (EUA) · 6-5 · Henri Bini (MON) · 5-1 · Arnold Csarnusevics (URS) · 2-5 · José Fernandes (POR) · 2-5 · Sonosuke Fujimaki (JPN) · 3-5 · Rájátszás: · Georg Neuber (EUA) · 4-5 · Sonosuke Fujimaki (JPN) · nem vívtak | 4. Rájátszás: =2. | kiesett           | kiesett    | kiesett           | kiesett     | kiesett           | kiesett    | kiesett           | kiesett    | helyezetlen |

Női
| Versenyző                                                       | Versenyszám | Csoportkör | Csoportkör | Csoportkör | Csoportkör  | Csoportkör        | Csoportkör | Csoportkör        | Csoportkör | Helyezés    |
| Versenyző                                                       | Versenyszám | 1. kör | 1. kör     | Negyeddöntő | Negyeddöntő | Elődöntő          | Elődöntő   | Döntő             | Döntő      | Helyezés    |
| Versenyző                                                       | Versenyszám | Ellenfél Eredmény | Hely.      | Ellenfél Eredmény | Hely.       | Ellenfél Eredmény | Hely.      | Ellenfél Eredmény | Hely.      | Helyezés    |
| --------------------------------------------------------------- | ----------- | --- | ---------- | --- | ----------- | ----------------- | ---------- | ----------------- | ---------- | ----------- |
| Elly Botbijl                                                    | Tőr, egyéni | 8. csoport · Gillian Sheen (GBR) · 4-2 · Régine Veronnet (FRA) · 4-3 · Ginette Rossini (LUX) · 4-2 · Kate Baxter (AUS) · 4-1 · Vera Jeftimijades (YUG) · 1-4                                                   | 1.         | 1. csoport · Maria Vicol (ROU) · 4-3 · Rejtő Ildikó (HUN) · 2-4 · Antonella Ragno (ITA) · 1-4 · Sylwia Julito (POL) · 2-4 · Valentyina Rasztvorova (URS) · nem vívtak                               | 6.          | kiesett           | kiesett    | kiesett           | kiesett    | helyezetlen |
| Nina Kleijweg                                                   | Tőr, egyéni | 7. csoport · Marie Melchers (BEL) · 4-3 · Wanda Fukała-Kaczmarczyk (POL) · 4-1 · Zus Undapp (INA) · 4-0 · Szabó Orbán Olga (ROU) · 0-4 · Antonella Ragno (ITA) · nem vívtak                                    | 2.         | 3. csoport · Jacqueline Appart (BEL) · 4-2 · Catherine Delbarre (FRA) · 2-4 · Elżbieta Pawlas (POL) · 2-4 · Ecaterina Orb-Lazăr (ROU) · 2-4 · Gillian Sheen (GBR) · 2-4 · Dömölky Lídia (HUN) · 2-4 | 6.          | kiesett           | kiesett    | kiesett           | kiesett    | helyezetlen |
| Danny van Rossem                                                | Tőr, egyéni | 9. csoport · Alekszandra Zabelina (URS) · 2-4 · Helga Mees (EUA) · 1-4 · Harriet King (USA) · 1-4 · Catherine Delbarre (FRA) · nem vívtak · Sioe Gouw Pau (INA) · nem vívtak · Gloria Colón (PUR) · nem vívtak | 7.         | kiesett | kiesett     | kiesett           | kiesett    | kiesett           | kiesett    | helyezetlen |
| Elly Botbijl Nina Kleijweg Leni Kokkes-Hanepen Danny van Rossem | Tőr, csapat | 3. csoport · Egyesült Német Csapat (EUA) · 3-9 · Ausztria (AUT) · 10-6 | 2.         | Magyarország (HUN) · 3-9 |             | kiesett           |            | kiesett           |            | =5.         |

## Vízilabda
| Holland férfi vízilabdacsapat-játékoskeret                                           | Holland férfi vízilabdacsapat-játékoskeret                       |
| ------------------------------------------------------------------------------------ | ---------------------------------------------------------------- |
| - Hendrik Hermsen - Lambertus Kniest - Harry Lamme - Abraham Leenards - Johan Muller | - Harro Ran - Fred van der Zwan - Alfred van Dorp - Henri Vriend |

### Eredmények
Csoportkör
C csoport
| Csapat                 | M | Gy | D | V | G+ | G– | Gk  | P |
| ---------------------- | - | -- | - | - | -- | -- | --- | - |
| Jugoszlávia (YUG)      | 3 | 3  | 0 | 0 | 15 | 4  | +11 | 6 |
| Hollandia (NED)        | 3 | 1  | 1 | 1 | 9  | 8  | +1  | 3 |
| Dél-afrikai Unió (RSA) | 3 | 1  | 1 | 1 | 7  | 12 | –5  | 3 |
| Ausztrália (AUS)       | 3 | 0  | 0 | 3 | 7  | 14 | –7  | 0 |

| 1960. augusztus 25. 20:30 | Jugoszlávia (YUG) | 2 – 1 | Hollandia (NED) |  |
| 1960. augusztus 25. 20:30 | (1 – 1)           |       |                 |  |
| 1960. augusztus 25. 20:30 |                   |       |                 |  |

| 1960. augusztus 26. 22:00 | Hollandia (NED) | 5 – 3 | Ausztrália (AUS) |  |
| 1960. augusztus 26. 22:00 | (2 – 2)         |       |                  |  |
| 1960. augusztus 26. 22:00 |                 |       |                  |  |

| 1960. augusztus 29. 21:00 | Hollandia (NED) | 3 – 3 | Dél-afrikai Unió (RSA) |  |
| 1960. augusztus 29. 21:00 | (0 – 1)         |       |                        |  |
| 1960. augusztus 29. 21:00 |                 |       |                        |  |

Középdöntő
2. csoport
A táblázat tartalmazza a C csoportban lejátszott Jugoszlávia – Hollandia 2–1-es eredményt.
| Csapat                 | M | Gy | D | V | G+ | G– | Gk | P |
| ---------------------- | - | -- | - | - | -- | -- | -- | - |
| Jugoszlávia (YUG)      | 3 | 3  | 0 | 0 | 10 | 4  | +6 | 6 |
| Magyarország (HUN)     | 3 | 2  | 0 | 1 | 11 | 5  | +6 | 4 |
| Egyesült Államok (USA) | 3 | 1  | 0 | 2 | 11 | 19 | –8 | 2 |
| Hollandia (NED)        | 3 | 0  | 0 | 3 | 8  | 12 | –4 | 0 |

| 1960. augusztus 30. 23:30 | Magyarország (HUN) | 3 – 1 | Hollandia (NED) |  |
| 1960. augusztus 30. 23:30 | (2 – 0)            |       |                 |  |
| 1960. augusztus 30. 23:30 |                    |       |                 |  |

| 1960. szeptember 1. 22:30 | Egyesült Államok (USA) | 7 – 6 | Hollandia (NED) |  |
| 1960. szeptember 1. 22:30 | (3 – 2)                |       |                 |  |
| 1960. szeptember 1. 22:30 |                        |       |                 |  |

Az 5–8. helyért
| 1960. szeptember 2. 16:00 | Románia (ROU) | 5 – 4 | Hollandia (NED) |  |
| 1960. szeptember 2. 16:00 | (3 – 3)       |       |                 |  |
| 1960. szeptember 2. 16:00 |               |       |                 |  |

| 1960. szeptember 3. 11:00 | Egyesült Német Csapat (EUA) | 6 – 5 | Hollandia (NED) |  |
| 1960. szeptember 3. 11:00 | (3 – 2)                     |       |                 |  |
| 1960. szeptember 3. 11:00 |                             |       |                 |  |

A táblázat tartalmazza a középdöntőben lejátszott Egyesült Államok – Hollandia 7–6-os eredményt.
| Csapat                      | M | Gy | D | V | G+ | G– | Gk | P |
| --------------------------- | - | -- | - | - | -- | -- | -- | - |
| Románia (ROU)               | 3 | 2  | 1 | 0 | 14 | 11 | +3 | 5 |
| Egyesült Német Csapat (EUA) | 3 | 2  | 1 | 0 | 13 | 11 | +2 | 5 |
| Egyesült Államok (USA)      | 3 | 1  | 0 | 2 | 14 | 16 | –2 | 2 |
| Hollandia (NED)             | 3 | 0  | 0 | 3 | 15 | 18 | –3 | 0 |

| Csapat          | Helyezés |
| --------------- | -------- |
| Hollandia (NED) | 8.       |